# Hofsjökull
Hofsjökull és la tercera glacera més gran d'Islàndia, després del Vatnajökull i el Langjökull, i el volcà actiu més gran del país. Es troba a l'oest de les terres altes d'Islàndia i al nord de la serralada Kerlingarfjöll, entre les dues glaceres més grans d'Islàndia. Cobreix una superfície de 925 km², i s'eleva fins als 1.765 msnm. El volcà subglacial en escut i amb una caldera.
Del Hofsjökull neixen diversos rius, entre els quals destaca el Þjórsá, el més llarg d'Islàndia.